# 哈利亞拉鄉

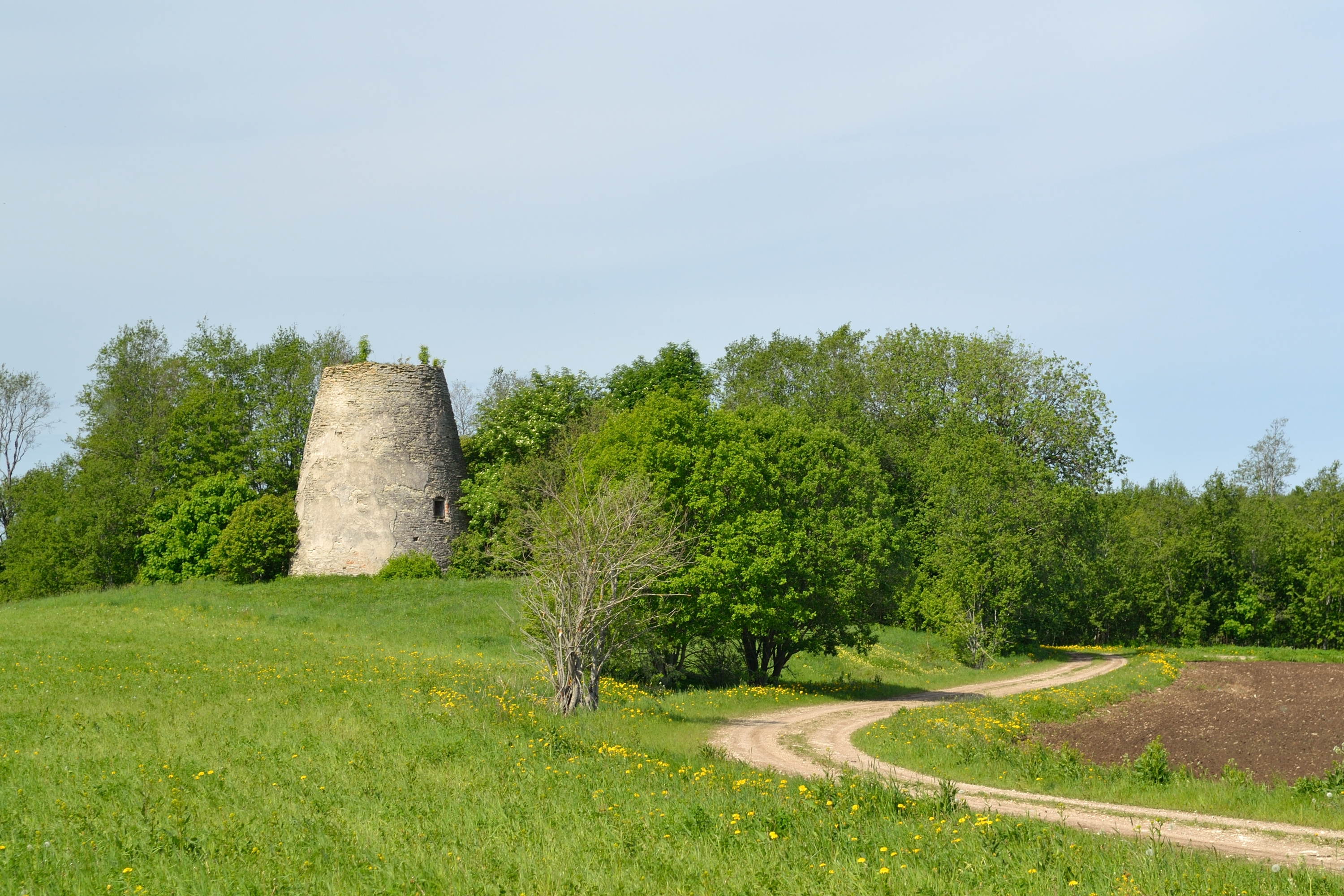
卡瓦斯图庄园里的风车废墟

哈利亞拉鄉，曾是愛沙尼亞西維魯縣的一個鄉村型市镇，位於該國北部，行政中心設於哈利亞拉，面積183平方公里，2000年人口2,858，人口密度每平方公里16人。
2017年爱沙尼亚行政改革后，哈利亚拉市镇和维胡拉市镇合并成新的哈利亚拉市镇。